# 威廉·德尼夫尔
威廉·德尼夫尔（德語：Wilhelm Denifl，1980年11月10日—），奥地利男子北欧两项运动员。他曾代表奥地利参加2014年和2018年冬季奥林匹克运动会北欧两项比赛，其中2018年冬季奥运会获得一枚铜牌。